# Havneby

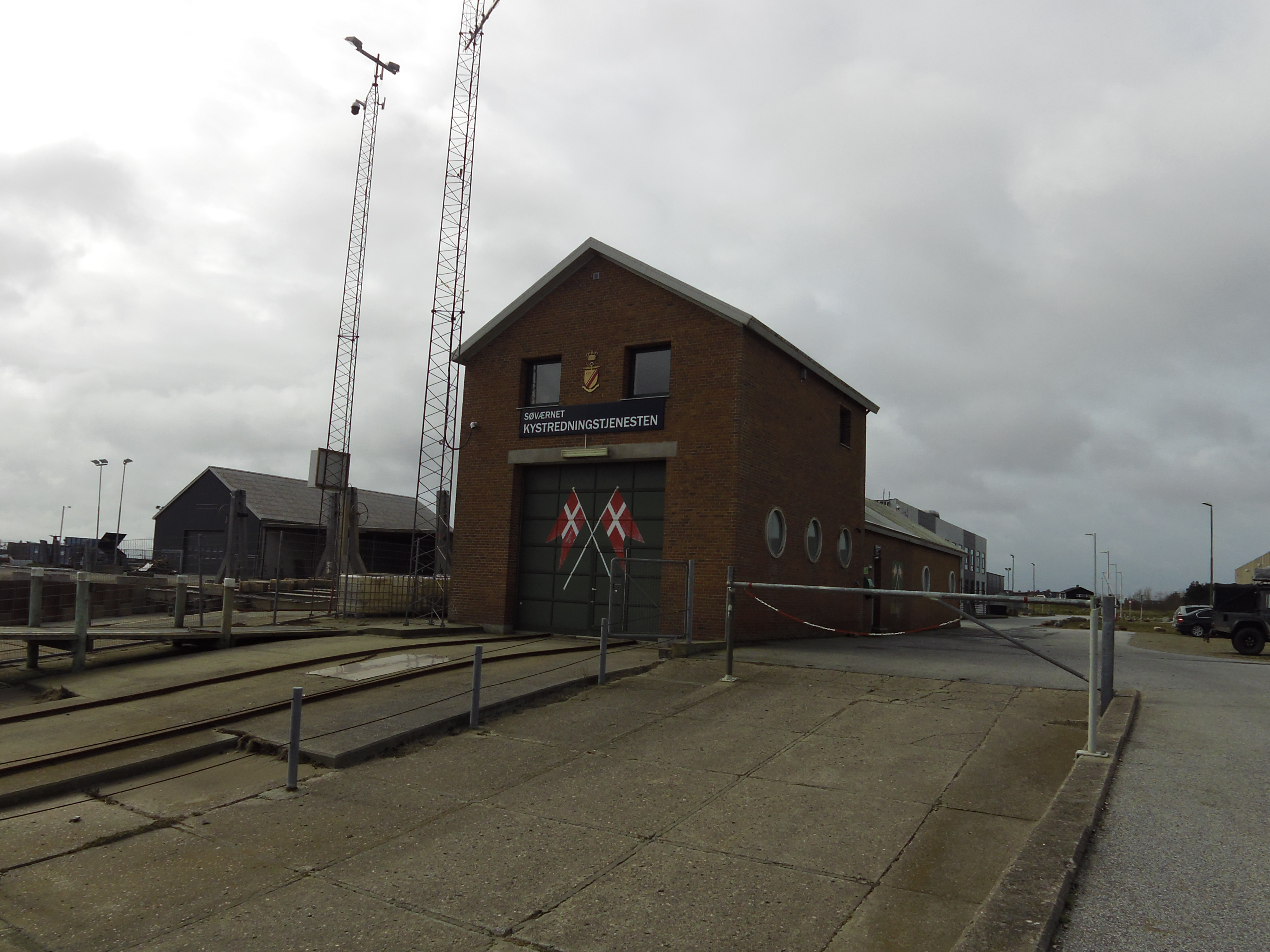
Rømø Redningsstation.

Havneby är en tätort i Tønders kommun i Region Syddanmark i Danmark. Tätorten har 258 invånare (2024). Den ligger på ön Rømø, cirka 25 kilometer nordväst om Tønder.
I Havneby ligger Rømø Redningsstation, som ersatt Rømø Gamle Redningsstation i Kirkeby.
Familjen Møller, som är Danmarks största finansfamilj, härstammar från en gård i Østerby, strax nordväst om Havneby.